# Dougie Hamilton
Douglas „Dougie” Jonathan Hamilton, Jr. (ur. 17 czerwca 1993 w Toronto) – kanadyjski hokeista występujący na pozycji obrońcy w Carolina Hurricanes z National Hockey League (NHL). 
Dougie Hamilton został wybrany przez drużynę Boston Bruins z numerem 9. w pierwszej rundzie NHL Entry Draft 2011. Po trzech sezonach spędzonych w drużynie z Bostonu, na kilka dni przed zakończeniem kontraktu, w czerwcu 2015 roku został oddany do Calgary Flames, w zamian za możliwość jednego wyboru w pierwszej rundzie (numer 15.) oraz dwóch wyborów w drugiej rundzie (numery 45. i 52.) w NHL Entry Draft 2015. 30 czerwca 2015 Hamilton podpisał z Flames 6-letni, wart 34,5 mln dol. kontrakt. 
W wyniku wymiany zawodników, 23 czerwca 2018 Dougie Hamilton i Micheal Ferland trafili do Carolina Hurricanes; do drużyny z Calgary przenieśli się Elias Lindholm i Noah Hanifin.

## Statystyki

### Sezon zasadniczy i play-off
| 2008–09     | St. Catharines Falcons | OMHA        | 67  | 20 | 33  | 53  | 26  | —  | — | —  | —  | —  |
| 2009–10     | Niagara IceDogs        | OHL         | 64  | 3  | 13  | 16  | 36  | 5  | 0 | 1  | 1  | 4  |
| 2010–11     | Niagara IceDogs        | OHL         | 67  | 12 | 46  | 58  | 77  | 14 | 4 | 12 | 16 | 16 |
| 2011–12     | Niagara IceDogs        | OHL         | 50  | 17 | 55  | 72  | 47  | 20 | 5 | 18 | 23 | 16 |
| 2012–13     | Niagara IceDogs        | OHL         | 32  | 8  | 33  | 41  | 32  | —  | — | —  | —  | —  |
| 2012–13     | Boston Bruins          | NHL         | 42  | 5  | 11  | 16  | 14  | 7  | 0 | 3  | 3  | 0  |
| 2013–14     | Boston Bruins          | NHL         | 64  | 7  | 18  | 25  | 40  | 12 | 2 | 5  | 7  | 14 |
| 2014–15     | Boston Bruins          | NHL         | 72  | 10 | 32  | 42  | 41  | —  | — | —  | —  | —  |
| 2015–16     | Calgary Flames         | NHL         | 82  | 12 | 31  | 43  | 46  | —  | — | —  | —  | —  |
| 2016–17     | Calgary Flames         | NHL         | 81  | 13 | 37  | 50  | 64  | 4  | 0 | 1  | 1  | 8  |
| 2017–18     | Calgary Flames         | NHL         | 82  | 17 | 27  | 44  | 64  | —  | — | —  | —  | —  |
| NHL łącznie | NHL łącznie            | NHL łącznie | 423 | 64 | 156 | 220 | 269 | 23 | 2 | 9  | 11 | 22 |

### Międzynarodowe
| Rok              | Drużyna          | Turniej          | Wynik            | M  | G | A | Pkt | Min |
| ---------------- | ---------------- | ---------------- | ---------------- | -- | - | - | --- | --- |
| 2010             | Canada Ontario   | U17              | 1st              | 6  | 0 | 1 | 1   | 0   |
| 2011             | Kanada           | U18              | 1st              | 5  | 1 | 2 | 3   | 2   |
| 2012             | Kanada           | MŚJ              | 1st              | 6  | 2 | 4 | 6   | 6   |
| 2013             | Kanada           | MŚJ              | 4                | 6  | 1 | 1 | 2   | 0   |
| Juniorskie razem | Juniorskie razem | Juniorskie razem | Juniorskie razem | 23 | 4 | 8 | 12  | 8   |